# Bosc de varec
El bosc de varec és un bioma aquàtic amb gran densitat de l'alga bruna laminarial (varec). Està reconegut com un dels ecosistemes més dinàmics i productius. Les zones petites de varec s'anomenen llits de varec.
Els boscos de varec es donen a tot el món en zones costaneres temperades i polars dels oceans. El 2007, també es van trobar en una zona tropical prop de l'Equador.
Està format per algues marrons de l'ordre Laminariales, els boscos de varec proporcionen un hàbitat tridimensional únic a organismes marins. Des del segle passat s'han estudiat molt, particularment la dinàmica tròfica
Tanmateix la influència humana ha contribuït a la seva degradació especialment per sobrepesca i la recollida d'aquestes i altres algues.